# Krînîcine, Vilneansk
Krînîcine (în ucraineană Криничне) este un sat în comuna Mîhailivka din raionul Vilneansk, regiunea Zaporijjea, Ucraina.

## Demografie
Componența lingvistică a localității Krînîcine
     Ucraineană (71,43%)
     Rusă (26,53%)
Conform recensământului din 2001, majoritatea populației localității Krînîcine era vorbitoare de ucraineană (71,43%), existând în minoritate și vorbitori de rusă (26,53%).